# Bakách-Bessenyey
Bakách-Bessenyey je priimek več oseb:
- Karl Baitz von Szapár, avstro-ogrski general
- Ferenc Bakách-Bessenyey, madžarski veleposlanik